# Arthur Atkinson
Arthur Atkinson (ur. 12 listopada 1911 w Nelson, zm. w lipcu 1993) – brytyjski żużlowiec.

## Życiorys
Trzykrotny finalista indywidualnych mistrzostw świata na żużlu, w latach: 1936 (XV miejsce), 1937 (XIV miejsce) oraz 1938 (XI miejsce), jak również uczestnik półfinału w 1939 (finał nie został rozegrany z powodu wybuchu II wojny światowej).
W 1930 r. zdobył w Perth zloty medal indywidualnych mistrzostw Australii. W lidze brytyjskiej reprezentant klubów Leeds Lions (1929), Wembley Lions (1930), West Ham Hammers (1931–1939, 1951) oraz Harringay Racers (1952–1953). Sześciokrotny medalista drużynowych mistrzostw Wielkiej Brytanii: złoty (1937), dwukrotnie srebrny (1938, 1953) oraz trzykrotnie brązowy (1933, 1935, 1952).